# Хомяково (Московская область)
Хомяково — село в Сергиево-Посадском районе Московской области, в составе муниципального образования Городское поселение Сергиев Посад (до 29 ноября 2006 года входило в состав Тураковского сельского округа)).

## Население
| 1859 | 1905 |
| ---- | ---- |
| 226  | 246  |

| 2002 | 2006 | 2010 |
| ---- | ---- | ---- |
| 48   | ↗50  | ↗58  |

## География
Хомяково расположено примерно в 9 км (по шоссе) на север от Сергиева Посада, на реке Селиванка (правый приток Вели), высота центра села над уровнем моря — 237 м.

На 2016 год в Хомяково зарегистрировано 10 улиц, 2 проезда, переулок и садовое товарищество, село связано автобусным сообщением с райцентром и соседними населёнными пунктами.
Казанская церковь в селе известна с XVI века. Современное каменное здание, типа восьмерик на четверике, в стиле классицизма, с трапезной и колокольней под шпилем, было построено в 1805 году. Закрыта в 1930-х годах, возвращена верующим в 1991 году, действует.